# Rainy Lake (Minnesota)
Rainy Lake es un territorio no organizado ubicado en el condado de Koochiching en el estado estadounidense de Minnesota. En el Censo de 2010 tenía una población de 4048 habitantes y una densidad poblacional de 4,04 personas por km².

## Geografía
Rainy Lake se encuentra ubicado en las coordenadas 48°29′19″N 93°23′18″O / 48.48861, -93.38833. Según la Oficina del Censo de los Estados Unidos, Rainy Lake tiene una superficie total de 1001.39 km², de la cual 910.9 km² corresponden a tierra firme y (9.04%) 90.48 km² es agua.

## Demografía
Según el censo de 2010, había 4048 personas residiendo en Rainy Lake. La densidad de población era de 4,04 hab./km². De los 4048 habitantes, Rainy Lake estaba compuesto por el 96.96% blancos, el 0.25% eran afroamericanos, el 0.77% eran amerindios, el 0.25% eran asiáticos, el 0.07% eran isleños del Pacífico, el 0.35% eran de otras razas y el 1.36% pertenecían a dos o más razas. Del total de la población el 1.11% eran hispanos o latinos de cualquier raza.